# Mühl-Schlössl

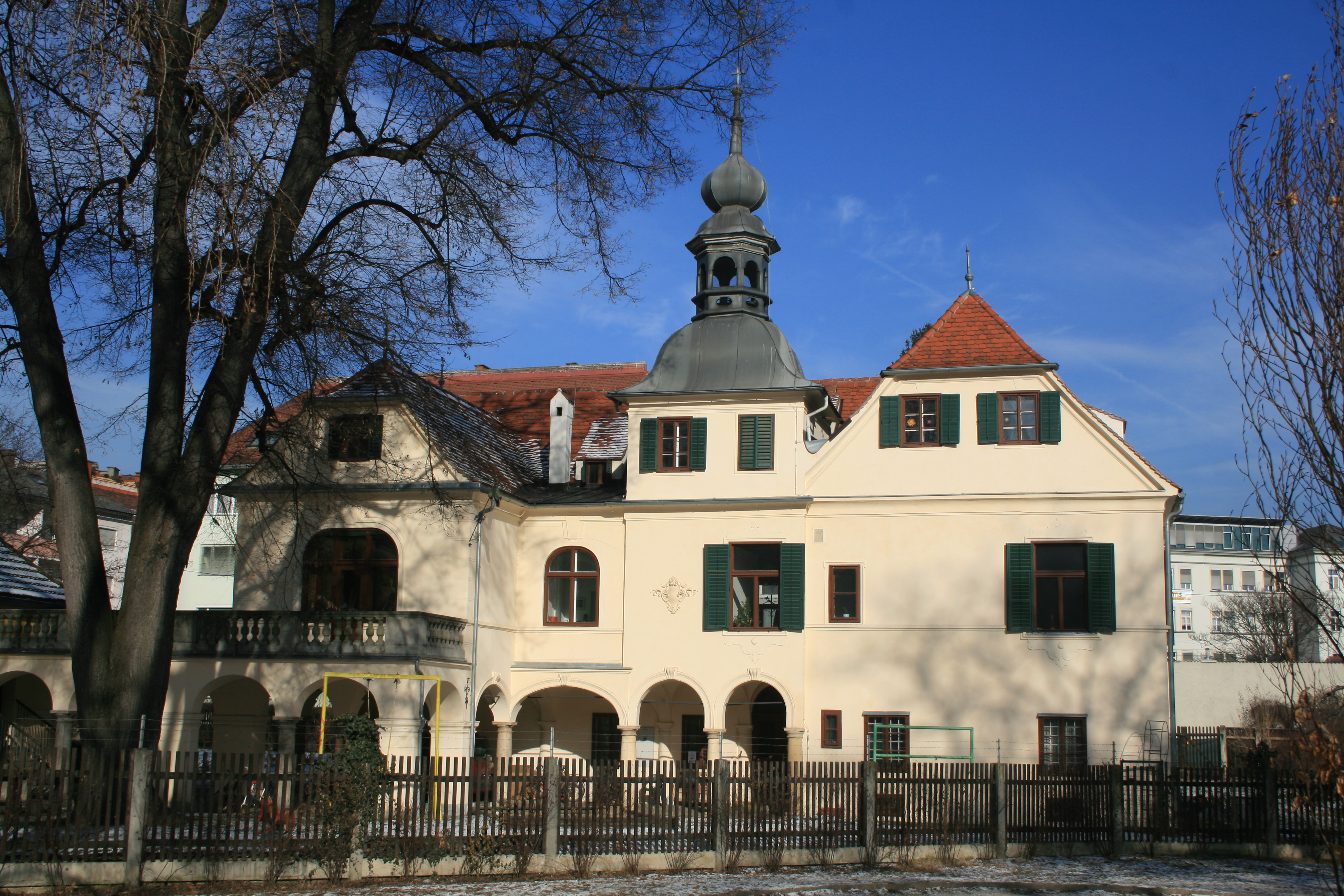
Mühl-Schlössl vom Park aus gesehen

Das Mühl-Schlössl ist ein kleines Schloss am Rand des Grazer Volksgartens im vierten Grazer Stadtbezirk Lend. Benannt ist es wohl nach seiner Lage links des Mühlgangs, höchstens 50 m entfernt von der Marienmühle. Es wurde als Pfarrhof 1908 von der evangelischen Gemeinde erworben und 1910 als Pfarrhof adaptiert. Ab 1912 wurde räumlich südwestlich unmittelbar anschließend die evangelische Kreuzkirche errichtet und 1914 eingeweiht.

## Geschichte
Der evangelische Landschaftsarzt Freiherr Christoph von Gabelhofen gab 1560 den Auftrag zur Errichtung des kleinen barocken Schlossbaus. Nach einem Umbau Ende des 17. Jahrhunderts kam es 1898 zu einer umfangreichen Neugestaltung. Bei einem Bombenangriff am 2. April 1945, einem Ostermontag, kam es zu schweren Beschädigungen des Mühl-Schlössls. Eine grundlegende Restaurierung wurde 1955 abgeschlossen.

## Architektur und Gestaltung
Der zweigeschoßige Baukörper mit hakenförmigem Grundriss hat ein Fußwalmdach und eine späthistoristische Fassadengestaltung. Am West-Trakt seit 1898 polygonale Erker angebracht. Die Säulenarkaden des Erdgeschoßes stammen zum Teil noch aus dem 17. Jahrhundert. Der Rest wurde ebenfalls 1898 hinzugefügt. Ein eingeschoßiger Kapellenturm wird von einer Kuppel und einer achteckigen Laterne bekrönt. An der Nordwest-Ecke des Gebäudes steht ein Altan auf Säulen mit einer Balustrade. Die figurale Türverzierung aus Stuck stammt aus dem Jahr 1898.
Im ersten Stockwerk des Mühl-Schlössls befindet sich die ehemalige Hauskapelle, die dem heiligen Paulus Eremita geweiht war. Der ursprünglich kleine Raum wurde nachträglich vergrößert. Sein Stuckplafond und die Türflügel stammen aus dem 17. Jahrhundert. Der ehemalige Altar mit dem Altarblatt war um 1700 geschaffen worden. Das Altarbild mit einer Darstellung des Kapellenheiligen befindet sich heute im Aufgang zur Chorempore der benachbarten Kreuzkirche. Anlässlich der Adaptierung zum evangelischen Pfarrhof kam es 1910 zum Anbau eines Flügels an der Südwest-Seite. Im Obergeschoß des Nordost-Trakts ist ein Stuckplafond mit Laub- und Bandelwerkverzierungen aus 1710/20 erhalten geblieben.